# Lista de episódios de Flashpoint
A primeira temporada de Flashpoint foi exibida de 11 de julho de 2008 a 13 de fevereiro de 2009. 

## Temporadas
| Temporada | Temporada | Episódios | Data de Exibição        | Data de Exibição        | Lançamento em DVD      | Lançamento em DVD   | Lançamento em DVD                                        |
| Temporada | Temporada | Episódios | Season premiere         | Season finale           | Região 1               | Região 2            | Região 3                                                 |
| --------- | --------- | --------- | ----------------------- | ----------------------- | ---------------------- | ------------------- | -------------------------------------------------------- |
|           | 1         | 9         | 11 de julho de 2008     | 13 de Fevereiro de 2009 | 13 de outubro de 2009  | 13 de abril de 2009 | 16 de abril de 2009                                      |
|           | 2         | 22        | 27 de fevereiro de 2009 | 20 de Novembro de 2009  | 19 de novembro de 2010 | 7 de junho de 2009  | 4 de março de 2010 (Part 1) 15 de abril de 2010 (Part 2) |
|           | 3         | 13        | 16 de julho de 2010     | 06 de Fevereiro de 2011 | 25 de maio de 2011     | 29 de junho de 2011 | 19 de maio de 2011                                       |
|           | 4         | 18        | 8 de julho de 2011      | 13 de Dezembro de 2011  | —                      | —                   | —                                                        |
|           | 5         | 13        | 16 de Outubro de 2012   | —                       | —                      | —                   | —                                                        |

### Primeira Temporada: 2008-2009
| № Total | № | Título                    | Dirigido por   | Escrito por                        | Data Original          | Código de produção | Personagem(ns) Central(is) |
| --- | - | ------------------------- | -------------- | ---------------------------------- | ---------------------- | ------------------ | -------------------------- |
| 1 | 1 | "Scorpio"                 | David Frazee   | Stephanie Morgenstern & Mark Ellis | 11 de julho de 2008    | 101                | Ed, Greg, Jules, Sam       |
| No centro da cidade de Toronto, um homem desorientado mantém uma mulher como refém. Ameaçando mata-lá, o homem fala em um idioma desconhecido, provocando um caos aos policias do local. Nesse momento, um grupo de policiais da força tática, conhecido como SRU é chamado. Os policiais são liderados pelo Sargento Gregory Parker (Enrico Colantoni) e pelos principais atiradores de elite: Ed Lane (Hugh Dillon) e Jules Callaghan (Amy Jo Johnson). Os atiradores procuram um local para se posicionar no alto dos prédios e Greg começa a negociação. Jules não consegue encontrar uma passagem, ficando a Ed a missão de fazer o disparo. Mas o filho do homem chega ao local e o tiro é disparado. |   |                           |                |                                    |                        |                    |                            |
| 2 | 2 | "First In Line"           | David Frazee   | Stephanie Morgenstern & Mark Ellis | 18 de julho de 2008    | 102                | Greg                       |
| Após ser avisado que sua filha iria receber um coração para o transplante que ela esperava a meses, um homem corre com a filha para o hospital. Mas ao chegar no local, ele fica sabendo que houve um engano no recebimento da informação e que sua filha é na verdade a segunda pessoa da fila de espera pelo coração. Descontrolado, o homem pega uma arma e faz de refém todo o andar do hospital, exigindo que sua filha receba o coração. A SRU é enviada ao local e Greg releva seu passado com seu filho. |   |                           |                |                                    |                        |                    |                            |
| 3 | 3 | "The Element of Surprise" | David Frazee   | Stephanie Morgenstern & Mark Ellis | 24 de julho de 2008    | 106                | Sam                        |
| A equipe da SRU é chamada para trabalhar junto com uma outra equipe com o objetivo de prender um traficante em seu apartamento. Com um espião servindo como isca, o plano da equipe era simples, invadir o local, mas a situação se complica quando um inocente ex-usuário chega no apartamento do traficante. |   |                           |                |                                    |                        |                    |                            |
| 4 | 4 | "Asking for Flowers"      | Clark Johnson  | Tassie Cameron                     | 31 de julho de 2008    | 108                | Wordy                      |
| A equipe da SRU é chamada quando um homem está sendo feito refém de uma pessoa de sua própria família. A equipe se encontra perto do porto, onde dentro de um iate, uma mulher pretende matar o seu cunhado e a equipe deve tentar entender o porquê. |   |                           |                |                                    |                        |                    |                            |
| 5 | 5 | "Who's George"            | Holly Dale     | Adam Barken                        | 7 de agosto de 2008    | 107                | Greg                       |
| Quando um homem descontrolado consegue invadir um banco e fazer os funcionários de reféns, a SRU é chamada e Greg enfrenta uma difícil negociação já que descobre que o homem na verdade não é quem ele estava pensando que fosse. |   |                           |                |                                    |                        |                    |                            |
| 6 | 6 | "Attention Shoppers"      | Holly Dale     | Tracey Forbes                      | 14 de agosto de 2008   | 103                | Jules                      |
| Dentro do principal shopping da cidade, uma garota é perseguida por uma gangue de adolescentes. A garota desaparece no interior do shopping e a SRU é chamada. Em meio aos compradores assustados, Jules começa a encontrar pistas das garota, até encontra-lá no ponto mais alto do prédio. Jules tem a dífícil missão de convence-lá a lutar pela vida. |   |                           |                |                                    |                        |                    |                            |
| 7 | 7 | "He Knows His Brother"    | Stephen Surjik | Adam Barken                        | 21 de agosto de 2008   | 105                | Sam                        |
| Sam reconhece um de seus antigos companheiros em uma matéria publicada no jornal. Trata-se de um amigo de Sam, que suicidou-se. Junto com a SRU , ele deve encontrar um rapaz de classe alta, que fugiu para a floresta depois enfrentar seu pai abusivo. O rapaz pretende se juntar ao irmão, porém este, não concorda com suas atitudes. |   |                           |                |                                    |                        |                    |                            |
| 8 | 8 | "Never Kissed a Girl"     | Charles Binamé | Esta Spalding                      | 11 de setembro de 2008 | 109                | Ed                         |
| Quando Ed precisa ir ao tribunal devido a um processo de negligência pelo tiro disparado no primeiro episódio, ele se vê numa situação arriscada. Um homem invade o tribunal fazendo reféns, com o objetivo de provar que era inocente em um crime que foi julgado como culpado anos antes. A equipe da SRU chega ao local e Ed tenta convencer o rapaz a se entregar. |   |                           |                |                                    |                        |                    |                            |
| 9 | 9 | "Planets Aligned"         | Kelly Makin    | Tracey Forbes                      | 18 de setembro de 2008 | 110                | Jules                      |
| Na base da SRU, Jules está com medo de fazer os testes psicológicos exigidos todo ano aos policiais e Greg volta a se preocupar com seu filho. A equipe entra em ação quando uma menina é misteriosamente sequestrada. Eles descobrem que na casa do sequestrador também se encontra Penny, uma outra garota que está em um estado psicológico conturbado. Será preciso coragem para convencer Penny a deixar a casa. |   |                           |                |                                    |                        |                    |                            |

### Segunda temporada: 2009
| № Total | №  | Título                       | Dirigido por    | Escrito por                                         | Data Original           | Código de produção | Personagem(ns) Central(is) |
| --- | -- | ---------------------------- | --------------- | --------------------------------------------------- | ----------------------- | ------------------ | -------------------------- |
| 10 | 1  | "Eagle Two"                  | Stephen Surjik  | Tassie Cameron                                      | 9 de janeiro de 2009    | 104                | Ed, Jules                  |
| Ed e Jules se disfarçam para fazer a proteção a um homem bilionário e sua esposa, dentro do hotel luxuoso onde o casal está hospedado. Os outros da equipe montam guarda nos bastidores do local. Tudo estava indo bem, até uma bomba explodir e com isso a esposa do homem desaparecer. Toda a equipe da SRU entra em ação e Jules encontra a mulher presa, com uma bomba no pescoço. |    |                              |                 |                                                     |                         |                    |                            |
| 11 | 2  | "Backwards Day"              | Eric Canuel     | Esta Spalding                                       | 16 de janeiro de 2009   | 112                | Jules, Sam, Greg, Ed       |
| Um casal que sonha em ter um filho é mais vez decepcionado ao saber que o tratamento para engravidar não deu certo. A esposa se sente culpada e fica abalada ao descobrir mensagens de texto de outra mulher, no celular do seu marido. Ela atrai a mulher até a casa e ameaça mata-lá. A equipe é chamada e Greg decide manter Ed fora de campo. Jules e Sam, que estão saindo juntos, tem opiniões diferentes sobre o que deve ser feito para resolver a situação sem deixar vítimas.                                                |    |                              |                 |                                                     |                         |                    |                            |
| 12 | 3  | "Haunting the Barn"          | David Frazee    | Mark Ellis & Stephanie Morgenstern                  | 23 de janeiro de 2009   | 111                | Ed                         |
| O mentor de Ed, que agora está aposentado, volta a base da SRU. Ele se tranca na sala de reuniões e planeja cometer suicídio. Com parte da equipe ocupada na investigação de uma estranha bagagem colocada no centro da cidade e que suspeita-se ser uma bomba, Ed tenta descobrir o motivo que está levando o ex-policial a tentar se matar. |    |                              |                 |                                                     |                         |                    |                            |
| 13 | 4  | "Between Heartbeats"         | David Frazee    | Mark Ellis & Stephanie Morgenstern & Tassie Cameron | 13 de fevereiro de 2009 | 113                | Ed, Jules                  |
| O filho do homem que foi morto pela equipe da SRU no primeiro episódio, volta e quer vingança a equipe, principalmente a Ed, que foi quem disparou o tiro fatal. Atirando em vários locais do alto de um prédio, o rapaz atrai a SRU, que descobre que ele também é um franco atirador. A equipe cai em uma armadilha e Jules é atingida. |    |                              |                 |                                                     |                         |                    |                            |
| 14 | 5  | "Business as Usual"          | David Frazee    | Mark Ellis & Stephanie Morgenstern                  | 27 de fevereiro de 2009 | 201                | Greg, Ed, Sam              |
| Alguns recrutas começam a ser avaliados como possíveis substitutos de Jules, enquanto ela se recupera no hospital. Enquanto isso, três homens tomam como refém o diretor de uma empresa de financiamento imobiliário, depois de perderem todo seu dinheiro com a hipoteca. Na base da SRU, a avaliação dos recrutas acaba e Donna Sabine é escolhida. |    |                              |                 |                                                     |                         |                    |                            |
| 15 | 6  | "The Fortress"               | Eric Canuel     | Ian Weir                                            | 6 de março de 2009      | 202                | Greg                       |
| Iriana é uma babá dedicada, amada pelas crianças da família Sabiston. Mas seu novo namorado Misha sabe que seu coração anseia por seu próprio filho, deixado para trás na Rússia. Ele manipula Irina para deixar que ele e sua gangue roubarem a mansão dos Sabiston. O sargento Greg e a equipe encontram cartas contra eles: a mansão possui alta tecnologia, funcionando como uma verdadeira fortaleza. |    |                              |                 |                                                     |                         |                    |                            |
| 16 | 7  | "Clean Hands"                | David Frazee    | Adam Barken                                         | 13 de março de 2009     | 203                | Greg, Donna, Wordy         |
| A SRU tem uma difícil missão: proteger um assassino em seu retorno ao país. Sam deve fazer o pai de uma vítima perceber que fazer justiça com as próprias mãos não vai ajudar ninguém. Quando a equipe se encontra em uma situação de reféns, Donna se exalta e atira para matar. |    |                              |                 |                                                     |                         |                    |                            |
| 17 | 8  | "Aisle 13"                   | Stephen Surjik  | James Hurst                                         | 3 de abril de 2009      | 204                | Sam, Ed, Greg              |
| Jules aparece na base da SRU e planeja ter uma conversa séria com Sam. Enquanto isso, dois garotos assaltam uma mercearia. A SRU é chamada e encontra o local cheio de reféns, e os dois garotos desesperados com sangue em suas mãos. Greg deve chegar a um dos garotos para ajudar a acalma-lo. Enquanto isso, Ed é confrontado com a perspectiva de ter que dar um tiro letal em um dos garotos. |    |                              |                 |                                                     |                         |                    |                            |
| 18 | 9  | "The Perfect Family"         | Eric Canuel     | Adam Barken & John Callaghan                        | 10 de abril de 2009     | 205                | Donna                      |
| Jessie fica chocada quando seu ex-namorado Terry aparece em sua porta ansioso para assumir as responsabilidades de paternidade. Mas ele foi tarde, pois Jessie deu o seu filho recém-nascido para adoção. Atormentado, Terry se recusa a aceitar a perda do filho e trava um confronto violento com o pai adotivo. Quando Jessie e Terry fogem com seu filho, a equipe é chamada para tentar evitar que Terry destrua a família perfeita que ele estava tentando recuperar. Donna questiona uma ordem e a situação fica conturbada.    |    |                              |                 |                                                     |                         |                    |                            |
| 19 | 10 | "Remote Control"             | Charles Biname  | Russ Cochrane                                       | 24 de abril de 2009     | 206                | Greg, Ed, Donna            |
| Justin é casado e sua mulher está grávida. Ele tem um bom emprego no banco, mas há um problema: seu irmão deve milhões a uma gangue criminal. Em um esforço para salvar a vida de seu irmão, Justin usa sua brilhante capacidade técnica para roubar o dinheiro do banco. A situação explode quando as demandas da gangue passam dos limites e a esposa de Justin é sequestrada. Na base da SRU, é chegado o momento do retorno de Jules, o que coloca o futuro de Donna em questão.                                                   |    |                              |                 |                                                     |                         |                    |                            |
| 20 | 11 | "Perfect Storm"              | Holly Dale      | Tassie Cameron                                      | 1 de maio de 2009       | 207                | Ed, Greg, Jules, Sam       |
| Billy, um adolescente tímido e sensível, foi intimidado durante todos os dias do ano por seus inimigos e não pode aguentar mais. A equipe é chamada quando ele leva uma arma para a escola convencido em fazer em fazer vingança. Além do caos e do pânico gerado pelo bloqueio da escola cheia de alunos, a equipe tem que lidar com um policial que faz justiça com as próprias mãos, quando ele descobre que seu filho está preso dentro da escola. Os integrantes da SRU correm para acompanhar Billy antes que seja tarde demais. |    |                              |                 |                                                     |                         |                    |                            |
| 21 | 12 | "Last Dance"                 | Charles Biname  | Mark Ellis & Stephanie Morgenstern                  | 8 de maio de 2009       | 208                | Sam, Jules, Ed, Greg       |
| A equipe é chamada para interceptar um jovem casal que parece estar envolvido em uma onda de crimes relacionados às drogas. O casal se esconde em uma sala cheia de convidados em um casamento. Em meio a reféns aterrorizados, a equipe descobre o segredo por detrás desta trágica noite e Parker deve tomar uma decisão dolorosa que ameaça a unidade ética da SRU. |    |                              |                 |                                                     |                         |                    |                            |
| 22 | 13 | "Exit Wounds"                | David Frazee    | Russ Cochrane                                       | 15 de maio de 2009      | 209                | Ed                         |
| Um menino é ferido por um traficante de drogas, depois de testemunhar um assassinato por um membro de uma gangue. Os membros do gangue passam a perseguir o menino e seu irmão que se escondem em um hospital. Lá, começa um confronto entre os bandidos e a equipe da SRU. |    |                              |                 |                                                     |                         |                    |                            |
| 23 | 14 | "One Wrong Move"             | David Frazee    | Mark Ellis & Stephanie Morgenstern & James Hurst    | 25 de setembro de 2009  | 210                | Lou, Spike                 |
| Quando um grupo de terroristas coloca várias bombas por toda a cidade, a equipe da SRU tem a difícil missão de encontra-las e eliminá-las antes de explodirem. Lutando contra o tempo, a equipe se divide na busca por pistas que parecem confundir ainda mais. Em meio ao caos, um dos membros da SRU cai em uma armadilha fatal. |    |                              |                 |                                                     |                         |                    |                            |
| 24 | 15 | "Never Let You Down"         | Ken Girotti     | James Hurst & Shelley Scarrow                       | 2 de outubro de 2009    | 211                | Jules                      |
| Uma jovem é raptada por um homem que acredita que ela seja sua filha e a equipe recebe Leah, uma nova integrante. Depois de uma perseguição na mata, a SRU encontra o homem tendo a jovem como refém na beira de um penhasco e Jules faz um discurso que mergulha no sentimento da perda pessoal de cada um. |    |                              |                 |                                                     |                         |                    |                            |
| 25 | 16 | "Just a Man"                 | Holly Dale      | Riley Adams                                         | 9 de outubro de 2009    | 212                | Ed                         |
| Uma rebelião começa durante uma audiência de liberdade condicional. A equipe da SRU é convocada para tentar controla-la. Ed descobre que um prisioneiro estava de alguma forma ligado ao seu passado como policial antes de ser recrutado pela SRU. |    |                              |                 |                                                     |                         |                    |                            |
| 26 | 17 | "Custody"                    | Paul A. Kaufman | Bob Carney                                          | 16 de outubro de 2009   | 213                | Greg, Jules                |
| Depois de ganhar a custódia de seus filhos em tribunal, um homem (Alan Van Sprang) toma como refém a esposa de seu advogado e deixa equipe da SRU em uma busca por respostas. Jules descobre que os filhos foram sequestrados e a mãe deles (Kathleen Robertson) não tem conhecimento de seu desaparecimento. |    |                              |                 |                                                     |                         |                    |                            |
| 27 | 18 | "Coming to You Live"         | Charles Biname  | Ian Weir                                            | 23 de outubro de 2009   | 214                | Greg, Jules, Sam, Ed       |
| Depois de ouvir no rádio que um apresentador de talk show está mantendo um político como refém, buscando vingança por um assassinato que ele pensa que o homem cometeu há anos, a equipe SRU corre para a estação para tentar persuadir o apresentador a não o matar. |    |                              |                 |                                                     |                         |                    |                            |
| 28 | 19 | "The Farm"                   | Eric Canuel     | Ian Weir, Melissa R. Byer & Treena Hancock          | 30 de outubro de 2009   | 215                | Ed, Wordy, Jules           |
| Rachel tenta assaltar um posto de gasolina mas seu plano dá errado. A SRU é chamada e descobre que Rachel está fugindo de uma fazenda onde é realizado um misterioso culto. Rachel acredita que Charles, seu marido e líder do culto, perdeu a noção da realidade e tornou-se perigoso. Ed e Jules são enviados a fazenda para investigar. Quando Ed descobre sinais de um iminente homicídio em massa, ele é tomado como refém. A SRU corre contra o tempo para liberar Ed e resgatar todos os membros.                               |    |                              |                 |                                                     |                         |                    |                            |
| 29 | 20 | "You Think You Know Someone" | David Frazee    | Adam Barken                                         | 6 de novembro de 2009   | 216                | Greg                       |
| Greg Parker recebe um chamado urgente vindo de uma menina que ele ajudou no passado. Mas por causa do ex-namorado da menina, Greg acaba caindo em uma armadilha. Agora, ele tem que contar um segredo e esperar que sua vida seja salva pelos seus próprios companheiros da SRU. |    |                              |                 |                                                     |                         |                    |                            |
| 30 | 21 | "The Good Citizen"           | Tim Southam     | Peter Mitchell                                      | 13 de novembro de 2009  | 217                | Wordy                      |
| A SRU está em busca de um homem que pegou dois traficantes que invadiram um restaurante local apenas para tomar sua arma e caçar os traficantes de drogas e outros traficantes locais que ele acredita que incendiaram a loja da sua família e são a razão da morte de seu irmão mais novo por uma overdose. |    |                              |                 |                                                     |                         |                    |                            |
| 31 | 22 | "Behind the Blue Line"       | David Frazee    | Mark Ellis & Stephanie Morgenstern                  | 20 de novembro de 2009  | 218                | Sam                        |
| Quando um importante coliseu está prestes a ser demolido, a equipe da SRU descobre a outra razão do porque Darren está tentando salvar o coliseu. O passado de Sam é envolvido e ele tem que enfrentar o que aconteceu no Afeganistão. |    |                              |                 |                                                     |                         |                    |                            |

### Terceira temporada: 2010-2011
| № Total | №  | Título               | Dirigido por   | Escrito por                        | Data Original           | Código de produção | Personagem(ns) Central(is) |
| --- | -- | -------------------- | -------------- | ---------------------------------- | ----------------------- | ------------------ | -------------------------- |
| 32 | 1  | "Unconditional Love" | David Frazee   | Mark Ellis & Stephanie Morgenstern | 16 de julho de 2010     | 301                | Ed, Greg, Jules            |
| Um fugitivo da policia mantem o adolescente Paul como refém em um pequeno motel. O irmão de Ed está no local e a equipe da SRU é chamada, mas a situação se complica quando em meio a invasão, Paul desaparece deixando o fugitivo ferido. A equipe começa a investigar o passado de Paul e o impasse leva-os a uma perseguição pelo sistema de esgoto de Toronto. Jules aprende com Greg que não se deve ir fundo em determinados momentos e Ed descobre algo importante ao chegar em casa. |    |                      |                |                                    |                         |                    |                            |
| 33 | 2  | "Severed Ties"       | Holly Dale     | Treena Hancock & Melissa R. Byer   | 6 de agosto de 2010     | 302                | Greg, Ed, Jules, Sam       |
| Maggie, uma ex-presidiaria, sequestra duas meninas e a equipe corre para resgatá-las. Eles descobrem que há um grande sentimento familiar envolvido e a situação acaba mexendo com Greg, pela falta de convivência com seu filho, com Ed, pela notícia que será pai pela segunda vez, e Sam, pelo seu relacionamento com Jules. |    |                      |                |                                    |                         |                    |                            |
| 34 | 3  | "Follow the Leader"  | David Frazee   | James Hurst                        | 13 de agosto de 2010    | 303                | Jules, Sam                 |
| Quando um jovem preso em um grupo de pessoas brancas supremacista vira-se contra eles, ele desencadeia uma retaliação com conseqüências de longo alcance. A equipe deve ir atrás do jovem, antes que o grupo racista pegue-o. Jules encontra um antigo amigo de seu passado, Steve, que agora trabalha como paramédico. |    |                      |                |                                    |                         |                    |                            |
| 35 | 4  | "Whatever It Takes"  | Holly Dale     | Grame Manson                       | 20 de agosto de 2010    | 304                | Jules, Sam, Greg, Ed       |
| O desempenho de Jules e Sam é elogiado na base da SRU. Enquanto isso, a equipe recebe a missão de salvar um jogador de basquete que está ameaçando saltar do alto do prédio do colégio. Em meio as pistas, a equipe descobre um código de silêncio que envolvia os jogadores. Steve aparece no meio de uma conversa entre Jules e Sam. |    |                      |                |                                    |                         |                    |                            |
| 36 | 5  | "The Other Lane"     | Erik Canuel    | Bobby Theodore                     | 3 de setembro de 2010   | 306                | Ed                         |
| A ausência de Ed nos cuidados com a gravidez de Sophie, deixa o casal prestes a uma separação. Na base da SRU, a equipe recebe uma ordem para invadir uma mansão tomada por um traficante de armas. A situação fica intensa quando Ed descobre que seu irmão pode estar envolvido no caso. |    |                      |                |                                    |                         |                    |                            |
| 37 | 6  | "Jumping at Shadows" | Erik Canuel    | Mark Ellis & Stephanie Morgenstern | 10 de setembro de 2010  | 308                | Greg                       |
| Uma jovem liga para 911 para falar com um atendente. Ela diz que um intruso está dentro de sua casa, porém a atendente não acredita, até que ela mesma ouve os tiros. A equipe da SRU chega ao local e encontram a mãe baleada e menina sequestrada. Na base da SRU, Greg finalmente recebe a visita de seu filho. |    |                      |                |                                    |                         |                    |                            |
| 38 | 7  | "Acceptable Risk"    | David Frazee   | Pam Davis                          | 17 de setembro de 2010  | 309                | Greg                       |
| Em meio a uma série de tiros em um Museu da cidade, as ações e julgamentos tomados pelos membros da equipe da SRU são colocadas sobre um microscópio por uma perigosa investigadora. Cada um dos membros é entrevistado e Greg, o último a passar pela investigadora, se encontra numa situação critica, onde deve defender ele e a equipe. |    |                      |                |                                    |                         |                    |                            |
| 39 | 8  | "Collateral Damage"  | Kelly Makin    | Aaron Brindle                      | 04 de janeiro de 2011   | 305                | Ed, Greg, Jules, Sam       |
| Uma fuga pré-planejada a partir de uma van de transporte da polícia coloca a equipe da SRU em busca de um homem desesperado, que está sendo acusado de matar sua própria filha. Enquanto isso Sophie, a esposa de Ed, tem complicações na gravidez, e ele deve acompanha-lá no hospital. |    |                      |                |                                    |                         |                    |                            |
| 40 | 9  | "Thicker Than Blood" | David Frazee   | Andrea Stevens                     | 11 de janeiro de 2011   | 307                | Jules                      |
| Depois de um conflito em uma agência bancária, a equipe da SRU descobre que um homem está sequestrado. As pistas levam ao casal, Ava e Mark, que cuidam de um menino internado que precisa de um doador. Jules é enviada ao hospital e lá descobre que o homem sequestrado tem uma grande ligação sanguínea com o garoto. |    |                      |                |                                    |                         |                    |                            |
| 41 | 10 | "Terror"             | Érik Canuel    | Melissa R. Byer & Treena Hancock   | 18 de janeiro de 2011   | 311                | Jules                      |
| Em um dia de folga, Jules marca um encontro com o paramédico Steve. Mas o dia que prometia ser tranquilo, se torna um caos quando um homem delirante domina um restaurante árabe, fazendo as pessoas como reféns. A equipe precisa salvar Jules, que mesmo presa no local, tenta intermediar a negociação. |    |                      |                |                                    |                         |                    |                            |
| 42 | 11 | "No Promises"        | Charles Binamé | Russ Cochrane                      | 25 de janeiro de 2011   | 310                | Spike                      |
| Um ônibus tombado e que ameaça explodir, leva a equipe da SRU a um caso envolvendo traficantes de drogas e corrupção. Spike reencontra seu eu ex-mentor e numa tentativa para ajuda-lo, descobre que ele pode estar envolvido com os traficantes. |    |                      |                |                                    |                         |                    |                            |
| 43 | 12 | "I'd Do Anything"    | Helen Shaver   | Pamela Davis & Bobby Theodore      | 01 de fevereiro de 2011 | 312                | Ed                         |
| A equipe planeja capturar um conhecido mafioso em uma casa noturna, usando uma informante, Jackie (Rachel Blanchard). Porém, o namorado de Jackie, Alexander (Tim Rozon) é ligado ao mafioso. As complicações surgem quando Jackie é pega e corre perigo. A equipe enfrenta um perigoso jogo que pode levar a um assassinato e uma traição. Ed recebe um ultimato de sua esposa. |    |                      |                |                                    |                         |                    |                            |
| 44 | 13 | "Fault Lines"        | David Frazee   | Mark Ellis & Stephanie Morgenstern | 06 de janeiro de 2011   | 313                | Ed, Greg, Jules, Sam       |
| A equipe corre o risco de ser dividida quando um psicólogo e militar conhecido como Dr. Toth (Victor Garber), invade a cabeça de cada membro individualmente, expondo segredos e falhas. Wordy teme perder o emprego, Spike relembra dolorosamente a morte de Lou, a esposa de Ed entra trabalho de parto, a liderança Greg é questionada e Jules e Sam tem de enfrentar a possibilidade de deixar a equipe um pelo outro.                                                                   |    |                      |                |                                    |                         |                    |                            |

### Quarta temporada: 2011-2012
| № Total | №  | Título                   | Dirigido por        | Escrito por                                     | Data Original          | Código de produção | Personagem(ns) Central(is) |
| --- | -- | ------------------------ | ------------------- | ----------------------------------------------- | ---------------------- | ------------------ | -------------------------- |
| 45 | 1  | "Personal Effects"       | Kelly Makin         | Mark Ellis & Stephanie Morgenstern              | 08 de julho de 2011    | 401                | Ed, Greg, Jules, Sam       |
| A equipe aguarda o resultado da avaliação feita pelo Dr. Toth. Enquanto isso, Jules e Sam estão juntos e finalmente se entregam aos seus sentimentos, mas Ed é baleado por um homem no caminho do hospital onde seu filho irá nascer. A equipe corre para deter o atirador, que pode estar envolvido com um grupo de drogas.                                                                                 |    |                          |                     |                                                 |                        |                    |                            |
| 46 | 2  | "Good Cop"               | John Fawcett        | Michael MacLennan                               | 15 de julho de 2011    | 402                | Ed, Jules                  |
| Ed está de volta a equipe e contente pelo nascimento de sua filha. Mas a equipe da SRU deve entrar em campo para enfrentar uma multidão descontrolada que está fazendo uma perigosa manifestação, devido a um policial ser declarado inocente, depois atirar e matar um rapaz por engano. |    |                          |                     |                                                 |                        |                    |                            |
| 47 | 3  | "Run, Jaime, Run"        | Kelly Makin         | Ian Weir                                        | 22 de julho de 2011    | 403                | Sam, Jules                 |
| A irmã de Sam, Natalie, quase revela a equipe sobre o relacionamento de seu irmão com Jules. Então, Sam pede a Natalie que deixe seu apartamento. A equipe corre em uma longa perseguição a Jamie Dee (Brett Dier), um jovem aclamado online por jovens como um "Robin Hood" moderno, que mira em corporações, expondo as suas práticas de corrupção através de vídeos na Internet.                          |    |                          |                     |                                                 |                        |                    |                            |
| 48 | 4  | "Through A Glass Darkly" | John Fawcett        | Andrew Wreggitt                                 | 29 de julho de 2011    | 404                | Ed, Jules, Wordy           |
| Quando Sue e sua filha Jess são raptadas por homens armados, a equipe descobre que a estranha avó de Jess, Elaine, pode estar envolvida. Mas o medo e o efeito da doença de Alzheimer impedem ela de cooperar com a SRU. Enquanto isso, Ed descobre um estranho medicamento no armário de Wordy. |    |                          |                     |                                                 |                        |                    |                            |
| 49 | 5  | "The Better Man"         | David Frazee        | Michael MacLennan                               | 05 de agosto de 2011   | 405                | Wordy                      |
| Depois que Ed arromba o armário de Wordy, ele enfrenta um momento crítico durante a missão e vê sua carreira ameaçada. A equipe tenta derrubar um círculo de drogas, e Wordy tem uma difícil decisão a ser tomada. |    |                          |                     |                                                 |                        |                    |                            |
| 50 | 6  | "A Day in the Life"      | Jim Donovan         | Mark Ellis & Stephanie Morgenstern              | 12 de agosto de 2011   | 406                | Raf, Greg, Jules, Ed       |
| Em pleno "Dia dos Namorados", a equipe enfrenta um dos dias mais corridos do ano, quando recebem três chamadas envolvendo situações com reféns e suicidas. Raf (Cle Bennett), o novo recruta, deve aprender o que significa ser um membro da Unidade de Resposta Estratégica. Resta saber se os casais Natalie e Spike, Jules e Sam, Ed e Sophie, e Greg com Marina, terminarão o dia juntos.                |    |                          |                     |                                                 |                        |                    |                            |
| 51 | 7  | "Shockwave"              | David Frazee        | Larry Bambrick                                  | 19 de agosto de 2011   | 407                | Spike                      |
| Após bombas explodirem, Spike, Raf e Sam ficam presos no subsolo de um prédio de escritórios. Lutando contra o tempo, Ed, Greg e Jules tentam resgata-los, mas Spike acaba descobrindo uma outra bomba, ainda mais poderosa. |    |                          |                     |                                                 |                        |                    |                            |
| 52 | 8  | "Grounded"               | David Frazee        | Mark Ellis & Stephanie Morgenstern              | 19 de setembro de 2011 | 412                | Greg, Jules, Raf, Ed       |
| Quando um grupo de sequestradores armados força um avião a jato cheio de passageiros, a pousar, a equipe entra a ação para tentar negociar o resgate. Enquanto Greg, com o auxilio de Jules, tenta negociar com os criminosos cada vez mais desesperados, o resto da equipe enfrenta a tarefa quase impossível de invadir o avião sem que alguém seja ferido.                                                |    |                          |                     |                                                 |                        |                    |                            |
| 53 | 9  | "The War Within"         | David Frazee        | Daniel Godwin & Michael MacLennan               | 27 de setembro de 2011 | 408                | Ed, Greg, Jules            |
| A equipe responde a uma chamada sobre um atirador mascarado que estava ameaçando um grupo de adolescentes e sequestrou um deles, Joe Stanick (Lucas Bilyk). Em meio a missão, Ed encontra seu filho, que explica que Joe foi o autor de uma brincadeira em vídeo que revelou a homossexualidade de seu colega Ryan Bell (Tom Stevens), provocando humilhação na escola e uma reação explosiva com seus pais. |    |                          |                     |                                                 |                        |                    |                            |
| 54 | 10 | "Cost of Doing Business" | David Frazee        | Mark Ellis & Stephanie Morgenstern              | 4 de outubro de 2011   | 409                | Jules, Sam                 |
| Ao visitar Jules para informá-la de sua escolha como profissional do ano, Greg descobre que ela e Sam voltaram a ter um envolvimento amoroso. A equipe entra em ação e as coisas ficam complicadas quando, devido uma entrega de dinheiro que deu errado, o caso caminha para o pesadelo de uma mulher assombrada pela experiência brutal de um cativeiro.                                                   |    |                          |                     |                                                 |                        |                    |                            |
| 55 | 11 | "Wild Card"              | Brett Sullivan      | Karen Walton                                    | 11 de outubro de 2011  | 410                | Ed                         |
| Um assalto à mão armada leva uma mãe (Camille Sullivan) a circunstâncias extremas. Enquanto a equipe corre atrás dos seqüestradores e investigam seu passado, Ed aposta em sua própria segurança e na promessa que ele fez a sua família. |    |                          |                     |                                                 |                        |                    |                            |
| 56 | 12 | "A New Life"             | Kelly Makin         | Adam Barken                                     | 1 de novembro de 2011  | 411                | Donna, Ed, Jules, Sam      |
| A ex-integrante da equipe 1, Donna Sabine vai se casar. Mas, quando tiros são disparados em pleno casamento, a equipe corre para salvar sua antiga colega, descobrindo uma vingança no passado disfarçado de Donna. |    |                          |                     |                                                 |                        |                    |                            |
| 57 | 13 | "A Call to Arms"         | Érik Canuel         | Alex Levine                                     | 8 de novembro de 2011  | 413                | Greg                       |
| Quando uma gangue de um bairro conhecido como "Chinatown", sequestra um comerciante, a equipe acaba ficando em rota de colisão com sua filha (Olivia Cheng), que está desesperada para ganhar sua liberdade. |    |                          |                     |                                                 |                        |                    |                            |
| 58 | 14 | "Day Game"               | Kelly Makin         | Aubrey Nealon                                   | 15 de novembro de 2011 | 415                | Greg                       |
| A equipe corre para um ginásio, onde um assaltante armado com uma faca pegou um refém. Quando o segurança do local, Gil Collins (Aaron Douglas) tenta ser um herói, a situação muda, Greg é feito refém e deve tentar negociar para salvar sua própria vida. |    |                          |                     |                                                 |                        |                    |                            |
| 59 | 15 | "Blue on Blue"           | Stefan Pleszczynski | Adam Barken                                     | 22 de novembro de 2011 | 416                | Spike, Sam                 |
| A irmã de Sam, Natalie, está correndo perigo e seu passado está em jogo. Spike é atraído com o intuito de protegê-la, mas ele acaba caindo em uma armadilha e é obrigado a lutar contra seu própria time. |    |                          |                     |                                                 |                        |                    |                            |
| 60 | 16 | "Team Player"            | Kelly Makin         | Michael MacLennan                               | 28 de novembro de 2011 | 414                | Greg, Ed, Spike            |
| Quando um paciente de um hospital psiquiátrico de alta segurança se torna violento e foge, a equipe é chamada e corre atrás de seu passado, que envolve um segredo entre seus colegas. Greg está preocupado com a equipe e com seu relacionamento com Marina, enquanto Spike fica sozinho, já que sua mãe muda-se para a Itália.                                                                             |    |                          |                     |                                                 |                        |                    |                            |
| 61 | 17 | "Priority of Life"       | David Frazee        | Mark Ellis, Stephanie Morgenstern & Alex Levine | 6 de dezembro de 2011  | 417                | Jules                      |
| Após uma explosão em um laboratório, Jules fica presa e Sam deve tomar a difícil decisão entre salvá-la ou respeitar o "código de prioridade de vida". Na base da SRU, o temido Dr. Toth está de volta após descobrir o secreto relacionamento amoroso de Jules e Sam. Ele confronta Greg com ordens para demitir.                                                                                           |    |                          |                     |                                                 |                        |                    |                            |
| 62 | 18 | "Slow Burn"              | Kelly Makin         | Mark Ellis & Stephanie Morgenstern              | 13 de dezembro de 2011 | 418                | Greg, Ed, Jules, Sam       |
| Enquanto aguardam pela decisão a ser tomada por Greg e também esperam pela confirmação da permissão para que Jules e Sam fiquem na mesma equipe, a equipe enfrenta uma situação explosiva e Greg luta contra sua própria decisão sobre seu futuro na equipe, tendo que convencer um homem a viver. |    |                          |                     |                                                 |                        |                    |                            |

### Quinta temporada: 2012-2013
| № Total | №  | Título                    | Dirigido por        | Escrito por                                                | Data Original          | Código de produção | Personagem(ns) Central(is) |
| --- | -- | ------------------------- | ------------------- | ---------------------------------------------------------- | ---------------------- | ------------------ | -------------------------- |
| 63 | 1  | "Broken Peace"            | Kelly Makin         | Mark Ellis & Stephanie Morgenstern                         | 20 de setembro de 2012 | 501                | Ed, Raf                    |
| A Equipe SRU corre pela cidade em busca de James Mitchell (Ty Olsson), um homem armado e fora do controle, que está perseguindo sua ex-mulher, Michelle. A filha do casal, May (Brooke Palsson) conta a equipe sobre a história de violência e abuso de que ela e sua mãe sofreram no passado. James é encontrando na cozinha de um hotel, mantendo Michelle como refém. Quando James leva Michelle para o telhado do hotel, Greg autoriza que May ajude e Ed e Sam posicionam-se como atiradores principais. Porém, logo após Jules conduzir May para começar a negociação com seus pais, uma reviravolta acontece e Ed é forçado a atirar em um momento crítico. A situação leva Raf a fazer uma difícil escolha. |    |                           |                     |                                                            |                        |                    |                            |
| 64 | 2  | "No Kind of Life"         | Kelly Makin         | Aubrey Nealon                                              | 27 de setembro de 2012 | 502                | Sam                        |
| A equipe é chamada para um edifício de escritórios, onde o médico Jason Alston foi sequestrado por um homem armado. Enquanto a equipe procura por pistas no local, o criminoso desesperado leva Jason para uma van, onde encontra-se uma criança gravemente ferida. Sam consegue chegar até a van mas é capturado. A van segue para um galpão abandonado e quando Sam ajuda Jason a estabilizar a criança, ele descobre uma história entre doutor e o criminoso. |    |                           |                     |                                                            |                        |                    |                            |
| 65 | 3  | "Run to Me"               | Stefan Pleszcynski  | Adam Barken                                                | 4 de outubro de 2012   | 503                | Jules                      |
| Quando a equipe interrompe um assalto em um banco no centro da cidade, eles encontram Sarah e Maddie, duas jovens ladras que estão sob o olhar de um perigoso mentor, Pete Joris. Quando Pete se torna violento, Sarah está determinada a tirá-lo de suas vidas. Jules é a única que consegue conectar-se com Maddie (Katharine Isabelle) e corre para impedi-la antes que ela se torne a próxima vítima. |    |                           |                     |                                                            |                        |                    |                            |
| 66 | 4  | "Eyes In"                 | David Frazee        | Aubrey Nealon                                              | 11 de outubro de 2012  | 504                | Spike                      |
| A equipe é surpreendida quando alguém entra em seu sistema de computador ultra-seguro para mostrar o vídeo do roubo de um caminhão cheio de produtos químicos voláteis em tempo real. O hacker (Kris Lemche) que fez isso, sabe que o namorado de sua estudante favorita faz parte da quadrilha. Quando o chefe da operação criminosa, descobre que a equipe SRU já está no caminho, o namorado da estudante é feito refém e Spike tenta rastrear sua localização. |    |                           |                     |                                                            |                        |                    |                            |
| 67 | 5  | "Sons of The Father"      | Stefan Pleszcynski  | Larry Bambrick                                             | 18 de outubro de 2012  | 505                | Ed                         |
| A jovem enfermeira, Peggi Walsh (Sarah Manninen), é capturada por um estranho homem com uma faca. A equipe corre contra o tempo pois trata-se de um assassino especializado em mulheres. Quando a equipe encontra o irmão do assassino (Chad Donella), eles descobrirem um segredo de seu trágico passado. Além disso, Ed é obrigado a estar frente a frente a Michelle, a mãe de May do episódio "Broken Peace". |    |                           |                     |                                                            |                        |                    |                            |
| 68 | 6  | "Below The Surface"       | Brett Sullivan      | Daniel Godwin                                              | 25 de outubro de 2012  | 506                | Greg                       |
| Um carro-bomba dispara em festa de crianças, matando um casal. A equipe descobre que todos os pais são membros da gangue de motoqueiros, com seu líder morto na explosão. A equipe descobre uma segunda bomba e fazem de tudo para desarma-la, enquanto um informante disfarçado é exposto. A equipe deve correr contra o tempo para evitar o golpe e salvar a vida do informante. |    |                           |                     |                                                            |                        |                    |                            |
| 69 | 7  | "Forget Oblivion"         | Kelly Makin         | Mark Ellis & Stephanie Morgenstern                         | 1 de novembro de 2012  | 507                | Ed                         |
| Um jovem que possui uma rara capacidade de memorização é sequestrado e forçado a entrar em um centro de pesquisa de alta tecnologia. Os sequestradores querem que ele decore o esquema de uma nova "arma inteligente", para que ela seja vendida no mercado negro. Ed acaba sendo tomado como refém e a equipe precisa encontrar uma forma de desativar a arma inteligente, que agora está nas mãos dos sequestradores. |    |                           |                     |                                                            |                        |                    |                            |
| 70 | 8  | "We Take Care of Our Own" | Stefan Pleszczynski | Larry Bambrick                                             | 8 de novembro de 2012  | 508                | Sam, Jules                 |
| Jules descobre que está grávida de sete semanas e pede a Sam que nada seja dito a equipe ainda. Na base da SRU, a equipe recebe um chamado relatando um roubo de um caminhão blindado contendo mais de dois milhões de dólares. Após descobrir que o roubo foi feito por um grupo de ex-soldados, a equipe precisa chegar rapidamente a seu sargento orgulhoso (Steve Bacic) e convencê-lo a render-se antes que seja tarde demais. |    |                           |                     |                                                            |                        |                    |                            |
| 71 | 9  | "Lawmen"                  | David Frazee        | Story: Aubrey Nealon Teleplay: Alex Levine & Aubrey Nealon | 15 de novembro de 2012 | 509                | Ed, Greg                   |
| Clark, o filho de Ed, e Dean, o filho de Greg, juntam-se a equipe da SRU para um dia de passeio. Porém, quando um tiroteio em um local dominado por traficantes de drogas revela uma conspiração entre os policiais locais para limpar o bairro, os meninos são expostos a dura realidade do trabalho de seus pais, e ao quanto custa de ser um policial. |    |                           |                     |                                                            |                        |                    |                            |
| 72 | 10 | "A World of Their Own"    | Stefan Pleszczynski | Alex Levine                                                | 22 de novembro de 2012 | 510                | Greg                       |
| Um garoto surdo é levado da fazenda de seu tio, local que será desapropriado para a construção de uma obra sustentada por um politico. Quando o tio do garoto, se junta a um perigoso homem que também é morador da região, um sequestro acontece e a equipe é chamada para investigar. Enquanto isso, Dean, o filho de Greg, revela que quer ser policial. |    |                           |                     |                                                            |                        |                    |                            |
| 73 | 11 | "Fit for Duty"            | David Frazee        | Adam Barken                                                | 29 de novembro de 2012 | 511                | Ed                         |
| Um homem perturbado emocionalmente embarca em uma balsa da cidade com uma espingarda e um pacote suspeito. Temendo o pior, a equipe corre para o local e descobre que o homem delirante é de fato um talentoso pianista, e o pacote é um bebê. |    |                           |                     |                                                            |                        |                    |                            |
| 74 | 12 | "Keep the Peace Part 1"   | Kelly Makin         | Mark Ellis & Stephanie Morgenstern                         | 6 de dezembro de 2012  | 512                | Jules                      |
| Chega o dia do casamento de Jules e Sam. Um bombardeiro vingativo leva a equipe a enfrentar um momento crítico. As bombas causam estragos por toda a cidade, estabelecendo explosões letais prontas para inflamar em intervalos de meia hora. Enquanto Jules arrisca sua vida para salvar um grupo de crianças, Donna fica a frente a frente ao suspeito, com alto risco de conseqüências. |    |                           |                     |                                                            |                        |                    |                            |
| 75 | 13 | "Keep the Peace Part 2"   | David Frazee        | Mark Ellis & Stephanie Morgenstern                         | 13 de dezembro de 2012 | 513                | Greg                       |
| No episódio final da série, a equipe da SRU está em crise: Leah, Sam, Jules e Ed não conseguem decifrar pistas do homem-bomba e Spike é incapaz de difundir todos as bombas de uma vez. O assassino vingativo carrega um segredo e um único alvo: O sargento Greg Parker. |    |                           |                     |                                                            |                        |                    |                            |